# Spy Bar (KFOR)

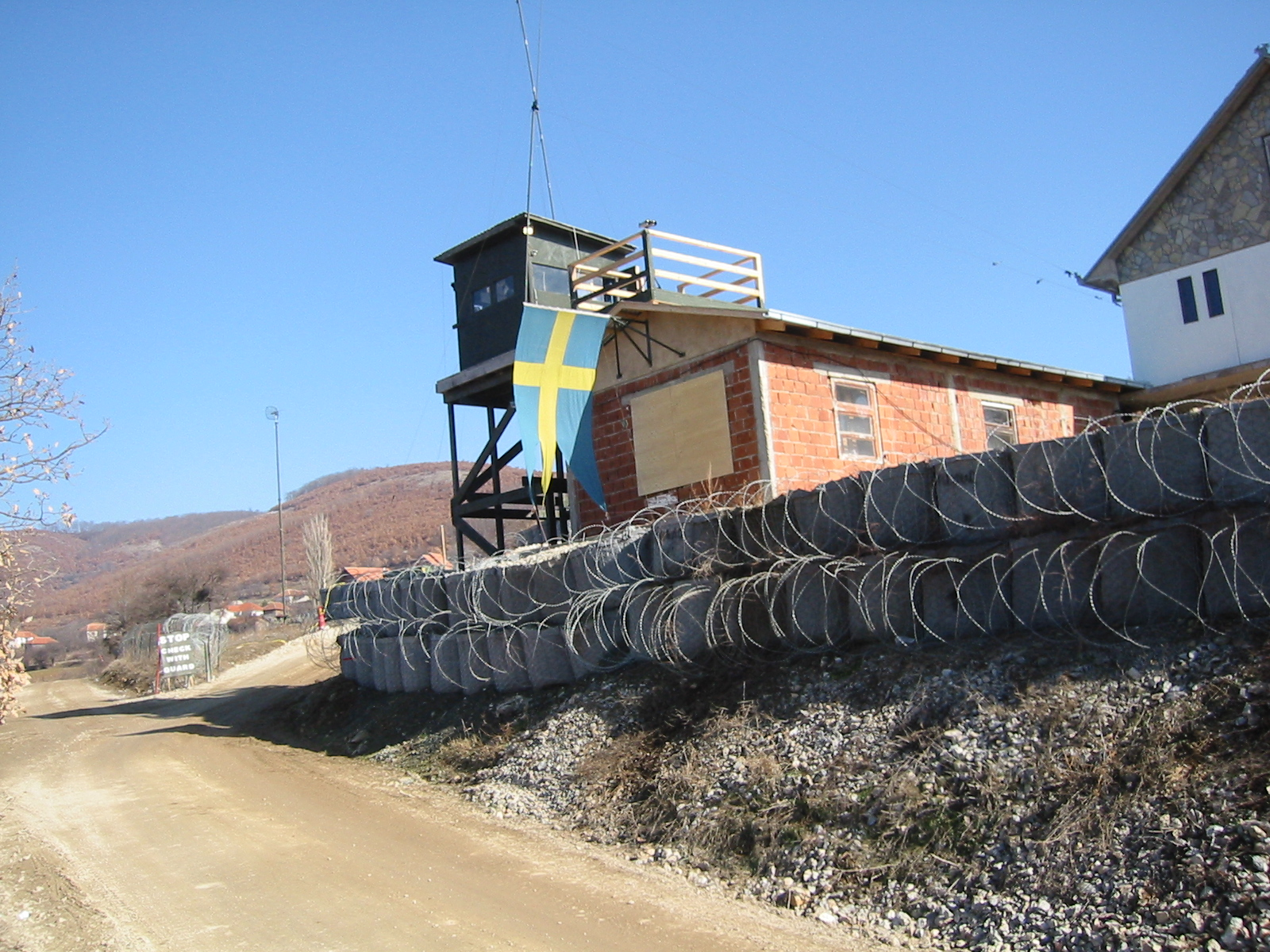
Spy Bar Kosovo

Camp Spy Bar var en postering för KFOR-styrkan i Kosovo mellan år 1999 och fram till april 2006.